# 학급 편성
학급 편성이란 한 학교의 학생을 일정한 기준에 의해서 통일성 있는 집단으로 조직하는 일이다. 학생의 조직 편성은 한 학급의 학생수를 어느 정도로 할 것인가 하는 수적 시점과 학급을 어떠한 학생에 의해서 구성하느냐 하는 질적 시점의 두 가지로 나눈다. 각각 재정적 조건 및 법적 기준에 규제되는 부분과, 각 학교가 그 교육목표에 적절한 독자적인 연구를 시도하는 일이 가능한 부분으로 생각할 수 있다. 특히 질적 시점에서는 교육 효과를 높이기 위한 여러 가지 편성 형태의 연구가 이루어지고 있다. 학급 편성은 학교교육 활동을 기저로부터 좌우하는 중요한 요인이기도 하다.

## 학급편성의 기준과 편성 방식

### 학급편성의 기준
학급을 편성하는 데에는 여러 가지 방식과 기준이 있다. 이제 그 몇 가지 경우와 유의점을 생각해 보면, 우수아를 중심으로 하여 동질적(同質的)으로 편성하는 경우, 지진아(遲進兒)만을 중심으로 하는 경우, 2가지를 구별하지 않고 섞어서 하는 경우 등이 그것이다. 전자의 경우는 등질(等質) 또는 동질적인 편성이고, 후자는 이질적인 편성이다. 또 이것을 학교단위로 하는 경우도 있을 수 있다. 예컨대 영재교육기관이나 장애인교육을 위한 특수학교 등이 그것이다.  일반적으로 학급은 일제수업(一齊授業)을 하는 것이 원칙이다. 그러나 오늘날에 와서는 반드시 그렇지도 않다. 개성을 살리기 위한 교육과 집단정신을 훈련하기 위한 교육을 해야 하기도 하므로 능력별편성(能力別編成)도 가능하고 그렇지 않은 경우도 있다. 특수학급 또는 특수학교가 있을 수도 있지만, 보통은 혼성학급(混成學級)으로 하는 것이 상례이다. 그것은 특수학급으로 하면 첫째, 민주주의 정신과의 관계 때문에 어렵다. 둘째, 지나친 우월감 또는 열등감을 가지게 하여 자아형성에 어려움을 가져 오기 쉽다. 셋째, 학부모의 반응이 고르지 않게 된다. 넷째, 교사의 태도에도 차질이 온다. 그러나 또 다른 면에서 생각하고 잘 지도한다면 결코 그렇지만도 않은 것이 여러 나라나 사회에서의 경험으로 알 수 있고, 그런대로 효과를 거두기도 하는 것이 사실이다.  그러므로 편성의 실제적인 기준을 설정함에는 무엇보다도 교육적인 해석과 취지와 판단이 중요하며, 일반적으로는 신체적 조건·지능·학업성적·준비성·욕구·사회성·가정환경·성격·흥미·특수능력 그 밖의 개인적인 결합 등을 충분히 고려해야 한다. 그러나 필요에 따라서나, 상황에 따라서는 특수학급이나 특수학교를 만드는 것이 효과적일 수도 있고, 또 그렇게 하는 것이 위에서 걱정한 4가지의 문제점에 저촉되지 않을 수도 있다. 자칫하면 특수학급의 조직은 무조건 나쁘다거나, 아니 된다는 식의 생각은 잘못된 생각일 수도 있다. 능률이나 경제·사회적인 상황이 그런 것을 필요로 한다면 굳이 혼성으로 하는 것만이 옳은 것은 아니기 때문이다. 그렇지만 여기서는 흔히 있는 혼성학급을 편성하는 데에 있어서 위에서 말한 몇 가지의 기본기준을 토대로 학급을 그 내부적으로 조직·운영할 때 고려해야 할 실질적인 기준을 몇 가지 든다.

### 능력별 학급의 편성방법
능력별 편성을 할 때, 무엇에 기준을 두고 어디에 경계선을 긋는 것이 옳은지는 매우 곤란한 문제이다. 지나치게 단일적인 방법으로 나누는 것보다는 될 수 있는 대로 여러 각도에서 학습에 관련되는 요인을 고려해야 한다. 또 편성을 고정시킬 것이 아니라 관리상 허용되는 범위에서 융통성을 유지하도록 하는 동시에, 지역이나 학교의 특수사정을 충분히 고려할 필요가 있다.  학력으로 나눌 때, 학력자체의 평가에도 문제가 있겠지만, 설사 정확하게 평가되었다 할지라도 아동들의 학력에는 지능·성격·환경·흥미·기초학력 등 여러 가지 조건이 관여된다. 어떤 아동은 현재의 학력이 그 아동의 능력을 최고로 발휘한 것일 수도 있겠지만, 아직도 한층 더 발전할 수 있는 충분한 여력(餘力)을 지니고 있는 아동도 있다. 이렇게 되면 현재의 학력은 같지만, 이와 같이 조건이 다른 아동을 동일한 출발점에 놓고 학급편성을 하게 되면 곧 그 균형이 파괴될 것이다. 그러므로 소질적·능력적 요인을 고려하지 않을 수 없다.  또 지능검사(知能檢査)의 결과만으로 편성한다면 지능과 학력은 완전히 일치되지 않으며, 학습은 학력을 기르기 위한 것이라는 난점이 생긴다. 능력이 있더라도 그것이 충분히 발휘되지 않은 것을 동일하게 취급할 수는 없다. 또 지능검사의 결과인 지능지수(知能指數)나 지능편차치(知能偏差置)로 나누는 것도 불합리하다. 즉 지능지수나 편찬치는 그 어린이의 연령으로 계산되는데, 동일학년에서도 11개월의 차이가 있다. 따라서 지능지수 100일 경우에 6세 0개월(72개월)의 아동은 1문제에 대하여 지능연령 1개월이라고 한다면 72점을 따면 되는데, 동일학년일지라도 6세 11개월(83개월)의 아동은 83점을 얻지 않으면 안 된다. 이렇게 생각할 때 지능지수 100으로 했다 할지라도 실제 능력에 있어서는 큰 차이가 있게 된다. 그러므로 지능검사의 결과가 편성에서 이용될 때는 그 소점(素點)이 중시되어야 할 것이다.  따라서 능력별 학급편성에서 지능·학력에 중점을 두되, 기타 요인, 즉 체력·사리 분별·가정환경 등을 고려할 필요가 있다. 엄밀한 검사로 측정했다 할지라도 복잡한 학습에 관계되는 능력이나 요인을 물리적 측정에서와 같이 정밀하게 파악할 수는 없다. 또 아동들의 성장 속도와 특성도 서로 다르므로, 몇 개월 동안에는 상당한 개인차가 나타나게 될 것이다.이런 경우에 무리가 있다고 생각되면, 다른 적당한 반(班)으로 옮겨 줄 수 있는 융통성이 있어야 한다.

#### 감정적 문제
능력별 학급편성에 따르는 감정적인 문제는 능력별 학급편성에 대한 모든 노력을 실패로 이끄는 큰 원인이 될 수 있다. 능력에 따라 나누게 되면 자연히 우열의 가치판단이 따르게 되어, 우수반은 교만과 지나친 자존심을 갖게 되며, 열등반은 열등감에 사로잡히게 된다. 따라서 능력별 편성을 할 경우에는 양친에게 그 취지를 충분히 이해시켜, 능력별 편성이 아동에게 유익한 결과를 초래할 수 있다는 점을 납득시켜야 한다. 또 학교에서는 아동들 사이에 대립적 감정이 생기지 않도록 배려해야 한다. 여기에는 교사의 태도가 극히 중요한 문제가 될 것이며, 편성이 선천적 능력의 차이에 입각한 것이 아니고 학습의 진도에 따른 것이라는 인상을 주도록 해야 한다.

#### 학습지도자 배치의 문제
능력별 학급편성을 할 때 열등반을 지도할 자질이 있는 학습지도자를 확보하기는 어렵다. 이 문제는 특수교육이 발달되지 못한 우리의 처지에서는 한층 더 어려운 문제이다. 여기에는 강력한 정부의 지원과 방침, 아울러 일반사회의 인식이 요구된다. 또 열등반의 학습지도를 할 교사에게는 특전을 베풀어 성장의 기회를 제공하고, 업적에 따라서 특별수당을 지급하는 등의 대책이 있어, 우수한 교사들이 자진하여 열등반의 학습지도를 맡도록 하는 제도적 보장도 고려해야 한다.

#### 그 밖의 문제
능력별 학급편성(能力別學級編成)에 따른 기타의 문제로는 민주적 이념에서 오는 문제가 있다. 모든 아동이 동등한 권리를 가지고 있으며, 개인차를 가지고 있는 사람이 모인 집단 속에서만 보다 나은 인간으로 육성될 수 있다는 점에서 본다면, 능력별 편성은 다시 생각해 볼 문제이다. 그러나 이것도 정도의 문제이다. 하루 종일 그와 같은 조건에서 생활하는 것은 아니다. 혹은 특별활동이나, 혹은 작업이나 운동장에서 이것을 보충할 수 있는 기회가 있다. 요컨대 능력별 편성 학급을 취급하는 태도나 비민주적인 사고방식에 더 큰 문제가 있다.  그러나 능력별 편성에 수반되는 결함이 실제에 있어서 어떤 배려나 노력으로 제거될 수 있는가는 아직도 신통한 해결을 보지 못하고 있다. 또 능력별 편성이 아니고서는 근대의 학교조직에서 개인차에 따르는 능률적인 지도가 이루어질 수 없는지에 대해서도 다시 한번 생각해 볼 문제이다. 이에 응답하는 구체적 운영으로서 분단학습과 자학(自學)·특수학급 등이 있다.  극단적인 능력을 가진 아동은 특수학급을 편성하여, 특수한 커리큘럼과 방법으로 지도하고, 나머지 대부분의 아동은 능력별 학급을 편성하지 않고, 그 속에서 분단을 조직하거나 자학(自學)을 시키는 것이 좋다는 견해도 상당히 유력하다.

#### 능력별 학급편성의 장점과 단점
능력별로 학급을 편성하여 교육을 시키는 데에는 아직도 해결해야 할 어려운 문제들이 많이 있으며, 그의 장점으로는, 첫째, 개인차(個人差)에 따르는 수업을 할 수 있다. 둘째, 학습의 능률(能率)을 올릴 수 있다. 셋째, 교사가 교재나 학생을 취급하기가 용이하다 등을 들 수 있다. 또한 그의 단점으로는, 첫째, 학급편성이 어렵다. 둘째, 우수반·열등반이라는 감정적인 문제가 아동이나 부모 사이에 생기기 쉽다. 셋째, 열등반의 지도자를 얻기 어렵다. 넷째, 우열·대소·강약 등 각양각색의 성원으로 구성된 사회집단에서만 보다 바람직한 인간형성을 기대할 수 있다는 민주적인 이유 등이다.

### 특수학급편성
학급 내에서 개인차에 따르도록 노력하는 것에도 한계가 있다. 그래서 극단적인 특성이나 심한 장애(障碍)를 가진 아동들은 특수한 학급을 편성하여, 그 능력이나 특성에 알맞은 시설과 계획에 의하여 지도하는 것이 아동 자신을 위해서도 유익한 일이다.

#### 특수아동의 종류
특수아동은 신체적 특수성, 성격적·정서적 특수성 및 지적 특수성으로 분류하는 것이 보통이다. 신체적으로는 눈이 멀었거나 듣지 못하거나, 지체(肢體)가 부자유스런 것과 같이 신체기관의 장애나 결함을 가진 아동과 신체허약아 등을 든다.  지적(知的)인 것에는 우수아·정신지체아(精神遲滯兒) 또는 학업지진아가 문제로 된다. 성격적·정서적인 것으로는 소위 문제행동아와 불량아를 들 수 있다. 이 중에서 신체적 방면이나 성격적 방면의 특수아동은 특수학교나 특수시설을 가진 곳에서 취급하게 되는데, 직접 학급편성상의 문제가 되는 것은 지적인 특수아이다.  지적 우수아는 그 우수성 때문에 학교생활에 적응이 잘 안 되어서 성격상의 문제를 초래하기 쉽다. 이들에게도 그 능력이 충분히 발휘될 수 있는 시설이 요구되나, 우리의 실정으로는 아직 요원한 처지이며 사회의 관심도 희박하다. 반대로 지적 열등아는 그 수도 많고 교사로서도 취급이 곤란하기 때문에, 여러 가지 해결책을 모색하고 있다. 그러한 예가 특수학급의 구상인 것이다. 특수학급 중에도 학업성적이 열등한 것을 구제하는 촉진학급과 선천적으로 지적 능력이 부족한 정신박약아를 위한 학급이 있다.

#### 특수학급의 문제점
첫째로, 정신박약아를 위한 특수학급 설치의 문제가 있다. 정신박약아는 어떤 학교에서나 1학급에 몇 명씩은 섞여 있다. 특히 학급수가 많은 학교에서는 그 수가 상당할 것으로 예상된다.  둘째, 일단 학급이 설치되면 어떤 기준에 의하여 아동을 수용해야 할 것인가가 문제된다.즉 감별(鑑別)의 문제이다. 감별에는 지능검사·가계(家系)조사·발육조사·생활조사·관찰·기타의 검사 등이 필요하다.  (1) 소질에 따라 지적·사회적·도덕적 능력을 개발한다.  (2) 반사회적 경향을 시정한다.  (3) 장래의 직업생활에 도움이 될 수 있는 기술이나 지식을 훈련시킨다.   2003년 현재 우리나라의 특수학교 137개 교에는 2,888개의 학급·학과가 설치되어 있으며 24,119명의 학생과 5,329명의 교원이 소속되어 있다.

### 분단편성
분단수업은 학급수업의 하나의 방안이다. 또 흔히 많이 적용되는 방안이다. 경제·사회적인 조건이 좋아서 1학급의 전체 인원수를 20명 전후로 하면 굳이 분단조직은 필요없게 되는 수가 많다. 그러나 우리의 형편과 같이 실질적으로 30명 혹은 더 많은 학급 인원수를 수용해야 할 경우 이와 같은 분단조직은 바람직한 것이다. 다시 말하면 1학급 내에 다시 몇 개의 소집단을 형성하게 하여, 수업의 능률을 올리게 하는 방법이다. 여기서도 분단을 등질로 할 것인가 이질(異質)로 할 것인가 하는 것이 문제될 수 있다. 그러나 그것도 기본학급 편성의 경우와 마찬가지로 상황판단에 따를 수밖에 없는 일이다.

#### 편성방법
분단(分團)의 편성 방법에는 능력별·지역별·이동식·혼합식 등 여러 가지가 있다. 즉 능력별·지역별에는 분단을 능력에 의하여 균등하게 나누거나, 통학지역별로 홈 룸(home room)과 작업집단을 구성하는 것 등이 있다. 아동식은 산수·국어는 지능별, 예능방면은 학력별, 체육·작업은 체력별, 토의학습은 성격별로 하거나, 각 그룹에 우열의 아동을 대략 같은 수로 배합하여 상호간의 영향, 우등생의 지도력에 기대하는 것 등이다.  어떤 방법을 쓰거나 분단의 편성은 분단원의 수를 5-7명으로 하고, 남녀를 적절히 혼합시키거나 단일이며, 그룹이 고정되지 않아야 하며, 올바른 평가와 계획 밑에서 운영되어야 한다.

#### 편성인원
팀 워크(team work)를 잘 이루면서도 능률을 올리려면, 분단의 인원을 어느 정도의 수로 하는 것이 좋은가 하는 문제가 바로 인원수이다. 일반적으로 서로 의사소통이 손쉽게 되게 하기 위해서 5명에서 7명 정도가 좋다고 한다. 너무 수가 많으면 분단의 의미가 없어지고, 너무 적어서 2이나 3이면 작아서 능률이 오르지 않거나 활기를 잃게 되는 수가 있게 되기 때문이다.

#### 지속기간
다음으로 생각할 것은 한 번 분단을 조직하면 어느 정도 같은 멤버끼리 생활하도록 할 것인가가 문제가 된다. 전체학급 같으면 1년을 단위로 하는 것이 상례이지만, 분단의 경우는 반드시 그렇게 길게 지속시킬 필요는 없다. 학습의 내용과 성질에 따라서는 1-2개월 정도의 기간으로 적당할 수도 있고 1학기만으로 충분할 수도 있다. 또 인간관계의 측면에서 재고할 필요가 생겨서 바꿀 수도 있다.

#### 분단장
1학급에서 반장을 뽑는 것은 흔히 있는 일이다. 분단에도 분단장이 있어야 편리한 때가 많다. 그런데 한 사람이 반장이나 분단장의 일을 처음부터 끝까지 하게 하는 방법도 있지만, 누구나 다 책임자로서 경험을 쌓게 하려면 능률이나 능력에 상관없이 돌아가면서 하게 하는 방법도 종종 사용되는 방법이다. 그렇게 되면 언제든지 책임자의 구실을 할 수 있는 능력과 역량이 생겨서 좋은 때가 많다. 특히, 다른 학교나 학교 이외의 상황에서도 당황하지 않고 민주주의적으로 책임자가 될 수 있게 한다는 점에서 좋다. 왜냐하면 교육 속에는 사회성으로서의 리더십을 기르는 일도 중요한 기능의 하나가 되는 것이기 때문이다.

#### 분단의 위치
학급, 즉 교실이 어떤 위치에 있느냐가 중요한 것이다. 양지 바르고 조용하고, 시력에 지장을 주지 않게 하는 등 모든 편의를 도모해야 하는 것과 마찬가지로, 분단과 분단의 위치를 같은 교실 안에서도 어떻게 정하느냐는 퍽 중요한 일에 속한다. 한 곳에 처음부터 끝까지 있으면 어느 분단에는 유리하지만 어느 분단에는 불리하다. 그렇다면 불공평해진다. 그러므로 이 문제도 항상 고려해서 불공평한 일이 없도록 힘써야 한다.

#### 능력별 편성
학급편성 방법에도 능력별 편성과 혼성편성 방법이 있는 것과 마찬가지로, 분단을 조직하는 데에 있어서도 이 문제는 마찬가지로 따라 다니게 마련이다. 그러므로 여기에서는 상황판단에 따를 수밖에 없는 일이다. 일반적으로는 혼성으로 하는 것이 보통이지만, 그러나 그것도 상황에 따라서는 능력별로 할 수도 있다.

#### 정서
능력별로 할 경우 언제나 유의해야 할 일은 정서문제이다. 유능한 학생끼리만 모아 놓으면 자연 우월의식이 조장되는 것이 상례이다. 우월의식 자체가 나쁘다거나 좋다거나 하기는 어려울지 모르지만, 그것이 자신이나 다른 사람에게 미치는 영향이 있음을 인정하게 되면 무관심할 수는 없는 일이다. 마찬가지로 능력이 부족한 학생끼리 조직하게 되면 열등의식에서 벗어나지 못할 뿐 아니라 가중되는 수도 있다. 그러므로 어느 경우나 특별히 조심하고 지나친 우월감을 조장하거나, 반대로 열등감을 조장하는 일이 없도록, 이를테면 특별한 생활지도 프로그램을 잘 짜고 마련해서 실천해야 한다. 그러므로 혼성편성을 하면 그런 점에서는 다소 덜 걱정해도 될 수가 있다. 그러나 역시 잘하는 아이의 우월감과 못하는 아이의 열등감 자체를 완전히 불식한다는 것은 능력의 문제에 속하는 것이 대부분이므로 간단한 일은 아니다.

#### 목표
1학급을 편성할 때에도 어디에다 교육목표(敎育目標)를 두느냐에 따라서 그 조직의 원리가 달라지게 되는 것과 마찬가지로, 분단의 조직에서도 여전히 같은 원리가 적용된다. 가령 운동을 장려하는 목표냐 사회성을 기르는 데에 주목적을 두느냐, 지적 개발에 주안점을 두느냐, 그렇지 않으면 정서발달에 그 목표를 두느냐 등에 따라서, 자연 그 조직원리와 형태가 달라지게 마련이다. 여기서 중요한 것은 기본적인 교육목적에서 이탈하여 방법이 목적으로 되는 일이 없도록 항상 유의해야 한다.

#### 자의(自意)
학급조직에 있어서도 그렇지만 분단조직에 있어서도 본인의 요구나 희망은 가능한 대로 만족시킬 수 있는 길을 찾는 것이 원칙이다. 본인의 희망이나 요구만을 만족시킬 수 없는 것이 사실이기는 하지만, 기본적인 교육목적이나 조직상 목표에 차질이 생기지 않는 한 존중한다는 것은 지극히 바람직한 일이라고 할 수 있다.

#### 활동
어떤 활동을 기준으로 조직하느냐도 못지않게 중요한 것이다. 교과활동이냐 과외활동이냐에 의해서 구분될 수도 있는 것이기 때문이다. 물론 일반적으로는 교과활동을 기준으로 조직하는 것이 원칙이다. 그러나 상황에 따라서는 반드시 그것을 지켜야 할 필요가 없는 때도 있다. 가령 교실에서는 교과단위로 조직이 되나 운동장에 나와서는 취미별로 조직되는 수도 있는 것이다. 즉, 2중(二重) 또는 다중조직(多重組織)까지도 가능한 일이다. 그러나 언제나 항시 유의하여야 할 문제는 교육의 본래 목적으로부터 이탈되는 일이 없도록 해야 한다는 것이다.

## 학습집단의 구성과 기능

### 학습집단의 의미
학습집단이란 말은, 현재 2가지 의미로 사용되고 있다. 첫째는 성원의 학습지도를 목적으로 하여 형성된 집단 전반을 가리키는 경우다. 이 의미로서 사용되는 경우에는 학교·학급·학습·서클 등을 포함하게 된다. 둘째는 교육실천 가운데서 생긴 하나의 교육적 가치에 밑받침된 개념으로서 사용된다. 즉, 생활지도를 목적으로 하여 형성되는 생활집단 구성(학급집단 구성)에 대해서, 수업집단은 아동들이 학습에 주체적으로 대결할 수 있는 집단 즉, 아동들이 질적으로 높은 단계로 성장할 수 있게 도우려는 의도를 내포한 개념이다. 여기서는 첫째의 의미에서의 학습집단에 대해서 언급한다. 학습경영을 효과적으로 실시하여, 수업에 아동들을 적극적으로 참가시키기 위해서는, 학습집단에 공통된 구조와 기능을 인식할 필요가 있다.

### 학습집단의 구성요소
학습집단의 구성요소는 크게 나누어서 2가지가 있다. 하나는 교사·교재·아동이며, 다른 하나는 학습주체·학습내용·인간관계(집단구조)이다. 전자는 말하자면 요인의 현상적(現象的)인 파악방법이며, 학습집단의 실태에 일치하는 것이라 할 수 있다. 그러나 이 경우 최대의 결함은, 집단의 차원이 구성요소에 들어 있지 않는 점이다. 학습집단은 학습자와 지도자와의 인간관계가 기저(基底)로 되어 있으며, 여기에서 이야기되는 문제는, 교사나 아동, 또는 교재의 난이도(難易度) 등으로 환원될 수 없는 것이다. 예컨대 A나 B나 개인적으로는 문제가 없는 아동임에도 불구하고, A와 B가 사이가 나쁘다는 것은, A라든가 B의 문제가 아니라 관계의 문제이다. 학습집단은 복수 개인으로 형성되는 집단적 사태이며, 여기에 그러한 집단구조에 제약되는 면이 있다. 따라서 학습집단의 구성요인에서 인간관계를 제거할 수는 없다. 이 점은 후자에 있어서는 해결되어 있다. 즉 후자는 학습집단을 하나의 행위체계(system of action)로 간주(看做)하고, 그 행위체계의 분석적인 3가지의 수준이라는 생각에 입각한 것이다.  먼저, 학습주체란 학습활동을 영위하는 당사자이며, 학습지도과정은 주체의 발달단계에 제약된다는 의미에서 제1의 구성요인이라 하겠다. 여기서 말하는 발달단계란 학습자가 현재 어느 정도의 지식을 가지고 있으며, 어느 정도의 인식능력이 있으며, 어떠한 학습내용에 동기유발(動機誘發)되어 있는가 등을 포함하고 있다.  제2의 학습내용이란 지식·기능·관념 등으로, 지도자 측에서 본다면 교육목표로서의 문화가치이다. 학교의 경우 구체적으로는 각 교과의 지식과 기능이다. 학습집단의 과정이나 형태는 어떠한 문화내용을 학습지도의 목적으로 하는가에 따라서 달라진다. 이 의미에서 학습내용은, 학습집단의 제2의 구성요소라 할 수 있다.  제3의 인간관계는, 앞에서 지적한 바와 같이, 집단의 분위기(climate)라든가, 집단의 구조가 민주적이냐, 전제적이냐, 혹은 협동적이냐, 경쟁적이냐 하는 따위의 문제와 관계된다. 즉 교사가 일방적으로 아동들을 이끌어 나가려고 하는 과정과, 반대로 아동들에게 수업과정의 주도권을 맡기는 과정과는 아동들의 수업에의 참가나 적극성 역시 달라진다. 이와 같은 현상은, 학습주체 혹은 학습내용으로 설명할 수 없는 수준의 것이며, 이 점에서 인간관계를 제3의 구성요소라고 생각할 필요가 있다. 그럼에도 불구하고 이 요소는 최근까지 별로 분석의 대상이 되지 않았다. 학습 심리학이라는 연구영역에 대해서, 학습사회학이라는 말은 극히 드문 현상이었다. 학습집단은 일종의 집단적 사태이며, 이 측면에서의 연구가 앞으로 적극적으로 추진되어야 한다.

### 학습집단의 성격
가장 단순화된 학습집단은 한 사람의 교사와 한 사람의 학생으로 이루어지는 집단이다. 이 경우 두 사람이 학습 ― 지도라는 관계에 앞서는 일은 학생의 학습하고자 하는 욕구가 있고, 교사측에서는 지도한다는 것에 대한 욕구가 없어서는 안 된다. 이와 같은 관계를 조성하는 유력한 계기의 하나는 학습내용으로서의 문화의 성격에 있다.  문화는 2가지 형태로 존재할 수 있다. 한편에서는 인성(per－sonality)에 내면화되어서 행위자의 행위 요소가 되며, 또 한편에서는 우리들의 외부에 있어서 행위의 대상이 되는 것이다. 예컨대 교통규칙을 이해하고 있는 자로서 그것은 그의 행위를 규제하는 요인의 하나이다. 그러나 교통규칙을 알지 못하는 자에 대해서 그것은 학습행위의 대상은 될지언정, 그의 행위를 제약하는 행위의 구성요소의 하나는 아니다. 나아가서 문화는 하나의 인성(人性)에서 다른 인성으로의 전달이 가능하며, 물질과 달라서 전달되어도 본래의 인성에서 소실(消失)되지 않는 성질을 갖는다.  학습진단에 있어서는 동일한 학습내용으로서의 문화(지식·기능·관념 등)는 2가지의 형태로 존재하고 있다. 즉 교사에게는 그것들은 내면화되어 있으며, 학습자에게는 외부적인 행위의 대상이다. 학습자에게 있어서 학습의 가치가 있다고 생각되는 문화가 인성의 외부에 있기 때문에 학습욕구가 생긴다. 이와 같이 학습진단의 계기는 학습내용으로서의 문화의 성질에 달려 있다.  문화의 성질과 함께 학습집단 성질의 제2의 계기는, 지도자와 학습자의 인간관계적인 유대에서 찾을 수 있다. 학습 ― 지도행위는 학습자의 교사에 대한 지도기대(指導期待)와, 교사의 학습자에 대한 교육욕구로 뒷받침되어야 비로소 가능해진다. 유의미적(有意味的)인 문화적 대상이 있더라도, 지도를 하고자 느끼는 지도자가 없을 경우에는 학습 ― 지도라는 집단관계는 생기지 않는다.  이와 같은 점에서 본다면 현재의 초·중학교가 실질적인 의미에서 학습집단으로 활동하기 위해서는, 극히 불리한 조건을 구비하고 있다고 하겠다. 그 하나는 학교교육의 형식성에 있다. 학습자와 지도자는 자신의 의도나 요구와는 별개로 학습 ― 지도의 관계에 서 있다. 또한 학습자에 대해서 본다면, 그들이 모두 각 교과의 교재를 학습하려고 하는 욕구를 가지고 있지는 않다. 교사에 의해 제시되는 학습내용을, 자신에게 의미가 있는 학습의 대상이라고 생각하는 일은 적을 것이다. 그들이 진심으로 학습하려고 생각하고 있는 대상은, 놀이의 규칙이나 기술일지도 모른다. 교실에서 제시되는 학습내용은 사회적으로는 의미가 있는 것일지라도, 아동에게는 '학습하고 싶은 것'이 아닌 경우가 많다. 제2의 문제는 아동들에게 있어서 담임교사는 자신이 선택하고, 지도를 기대하는 교사가 아닐지도 모른다. 교사는 형식적으로 외부로부터 담임이라고 뒷받침된 지도자이다. 따라서 학습집단이 효과적으로 집단목표를 달성하기 위해서는, 이 교사는 어린이들에게 지도의 기대를 받지 않으면 안 된다.  나아가서 학습집단은 교사 대 아동이라는 1대 1의 집단이 아니라, 복수의 아동으로서 성립된다. 따라서 아동들 사이에서의 인간관계가 학습집단의 성립을 제약한다. 학습에 폭력아동이나 반사회적인 행동을 하는 아동이 있어서, 학급에의 귀속의식(歸屬意識)을 성원이 갖지 못하는 경우, 학습집단은 충분히 기능하지 못한다. 이런 현상은 학교나 학급에 한하지 않고, 모든 형식적 학습집단 전체에 해당된 일이다.

### 학습집단의 기능
현실의 학습집단은 그 이념형에서는 멀리 떨어진 형식성을 가지고 있으며, 성립에 엉키는 여러 가지 기능상의 장해가 있다. 따라서 학습집단이 성원의 학습에 대해서 효과적으로 작용하고 있는가의 여부가 음미되고 검토되지 않으면 안 된다. 보통 집단의 기능은 2가지로 나뉜다. 한편은 집단이 주어진 목적을 해결하는 기능이며, 또 한편은 집단활동에 의한 성원의 정서적 만족을 보장하는 기능이다. 전자는 집단의 과제를 달성한다는 의미에서 과제해결기능이라고 불린다. 후자는 집단목표를 달성하는 활동이 시행되는 과정에서 성원을 동기유발(動機誘發)하여 성원간의 긴장을 처리하고, 인간관계를 조정한다는 의미에서 집단유지기능으로 불린다.  학습집단으로서의 학급에 이 기능분류를 적용해 보면, 다음과 같이 생각할 수 있다. 교과지도·생활지도는 학교에 부여된 교육목표의 2대영역이기 때문에, 일단 과제달성기능이라고 하겠다. 그리고 집단유지기능은 이들의 목표달성 과정에 있어서 인간관계의 조정, 성원간의 긴장 처리 등이다. 그러나 생활지도는 교과지도에 대해서 간접적인 집단유지기능이라 할 수 있겠다. 학급집단구성을 통해서 형성된 민주적 통합적인 집단은 교과의 학습활동에 있어서 집단성원의 동기유발·전원참가를 보증하기 때문이다. 그러나 본래의 의미에서의 집단유지기능은 학습 ― 지도과정 그 자체에 구비된 것이다. 즉, 교과 지식·기능의 인식에 관련된 면은 과제달성기능이며, 그 과정에 학습자가 전원 참가할 수 있도록, 그리고 학습집단이 분열·대립하지 않도록 학습형태를 바꾼다든지, 교사가 아동측에 리더십을 옮긴다든지 하는 면은 집단유지기능으로 볼 수가 있다. 종래의 교수학에 있어서는 교과지도의 면에 관심이 편중되어 있어, 집단유지기능에 대한 문제는 거의 제기되지 않았다. 학급 집단구성, 집단구성의 이론에 있어서도 학습 ― 지도과정에서의 집단면은 거의 관심을 두지 않았었다. 그러나 학습 ― 지도과정은 집단과정이며, 과제달성기능 및 집단유지기능이라는 2가지의 면에서 지도가 계획되고, 평가되지 않으면 안 된다. 구체적으로는 전자의 평가에는 학습내용의 난이도(難易度)는 어떤가, 교재 제시의 방법은 적절한가 등이 분석의 시점이 된다. 후자에서는 교사의 리더쉽은 민주적인가, 아동들의 집단참가를 촉구하는 배려는 적절한가 등이 분석의 시점이 된다. 따라서 그 평가도 2가지의 기능이라는 시점에서 이루어지지 않으면 안 된다. 종래의 학습 ― 지도계획은, 과제달성면만이 강조되고, 집단유지의 측면에 대한 배려가 불충분했었다고 생각된다.

## 학급 운영과 자치활동 지도

### 홈 룸의 목표
홈 룸의 목표는 다음과 같다.  
1. 학생과 교사간의 관계를 바람직하게 발전시키며 유지한다. 모든 교육은 학생과 교사와의 바람직한 관계에 기초를 두게 되는데, 이 관계는 양자간의 상호이해에서 성립된다. 교사와 학생간의 상호이해를 방해하는 주요 요인은 한 사람의 교사가 담당하고 있는 학생수가 많다는 것과 교실 내에서 이루어지는 학습활동은 학급집단 속에서 전개되므로, 개인과 개인과의 접촉은 거의 없거나, 짧아서 교사가 학생을 이해할 수 있는 충분한 기회가 없는 것, 보통 교실 내의 교사와 학습과의 관계는 작업을 시키는 사람과 그 지시에 따르는 사람과의 관계이므로, 양자간의 긴장상태를 완화하지 않고서는 상호이해가 어렵다는 것, 또 교사와 학생의 교실에서의 활동은 교과와 수업에 주의가 집중되어, 교사나 학생이 모두 상호간의 개인적 이해에 유의할 여유를 갖지 못한 점, 학생이 교실에 있는 시간은 전생활의 일부분에 불과하다는 등등의 이유로 교사는 학생을 단편적으로 이해하게 된다. 이와 같은 교실활동에서 볼 수 있는 결함은, 교사담임제를 쓰고 있는 중·고등학교에서는 학생의 전인적(全人的)발달을 목표로 하는 교육에 치명적인 장해가 된다.
2. 학생에게 전인적 지도를 준다. 교육이 지식만을 주는 것도 아니겠고, 직업적인 훈련만을 목적으로 하지도 않는다. 그것은 오직 전인적인 지도를 목표로 한다. 홈 룸은 이 전인적 지도를 주는 장소와 기회를 제공한다. 즉, 학업지도·인성지도(人性指導)·건강지도·사회성지도·도덕성지도·오락지도·직업지도 등 전인으로서 학생의 전체적 발달을 꾀한다.
3. 좋은 시민으로서의 이념과 습관을 기른다. 학생들은 민주사회의 유용한 시민으로 교육되지 않으면 안 된다. 좋은 시민으로서의 교양이란, 이웃이라는 작은 사회집단은 물론, 국가 또는 세계라는 큰 사회집단과 바람직한 관계를 맺을 수 있는 성질을 말한다.
4. 학교관리상의 문제를 교육적으로 다룬다. 학교는 학생의 출·결석 조사, 연락사항의 전달, 보고물의 접수, 인쇄물의 배부, 물품의 취급 등의 상례적(常例的)인 잡무를 취급하게 된다. 이러한 잡무는 사무적으로 취급할 수도 있겠으나, 이것을 교육적으로 학생에 대한 이해와 지도의 기회로서 이용할 수도 있다. 따라서 이러한 상례적인 사무의 처리도 학생의 개별적인 사정에 따라 적절하게 취급하여, 그것을 통하여 교육적 지도가 이루어질 수 있다.

### 홈 룸의 조직
홈 룸은 목적을 달성하는 데 적합한 조직을 가지고 활동이 전개되어야 한다. 학급의 홈 룸 조직은 학년 초기, 전교학생회 조직 등과도 밀접한 관련을 맺고 운영되는 것이 기대된다.  
1. 위원장 ― 홈 룸 활동의 중심이 되어 홈 룸을 대표하고, 학년 연락회, 전교학생회에 참석한다. 홈 룸 협의회, 반성회를 사회한다.
2. 부위원장 ― 위원장의 보좌역으로서 전반에 걸쳐 위원장을 원조한다. 위원장이 사고가 있을 경우에 그 일을 대행한다.
3. 서기 ― 홈 룸의 규약·서류 등을 보관한다. 홈 룸의 집회 및 활동상황을 기록한다. 학교학생회에 보고서를 발송한다.
4. 회계 ― 홈 룸의 금전 수입·지출을 담당하고, 그 기록을 하며, 회계보고 등을 한다.
5. 보도부 ― 각종 뉴스를 전한다. 학년연락회, 전교학생회와의 연락이나 전달, 다른 학급 또는 학교와의 신문·문집 등의 교환을 맡으며, 홈 룸의 신문게시, 교내방송에 관한 일을 한다.
6. 규율부 ― 홈 룸의 규약이 준수되고 있는가를 살피며, 분실물에 관한 처리를 한다.
7. 학습부 ― 학습에 필요한 용구·자료 등을 정비한다. 독서회, 문집의 편집 등도 담당한다.
8. 체육부 ― 놀이·과외 운동·운동기구의 보관, 체육행사의 운영 등을 맡는다.
9. 보건위생부 ― 신체검사·위생검사, 교실의 건강관리 등의 일을 본다.
10. 미화부 ― 교실의 정비·정돈·미화·청소도구의 관리, 기타 도구의 관리 등.
11. 행사·집행부 ― 홈 룸의 행사, 집회계획, 오락에 관한 계획운영을 담당한다.
12. 홈 룸 협의회·반성회 ― 홈 룸의 규약을 제정하거나 개정하며, 홈 룸의 중요한 문제를 토의하여 해결을 도모하며, 홈 룸의 조직이나 활동에 관한 반성을 한다.
13. 부장회의 ― 각 부에 연락을 도모하며, 홈 룸 협의회의 원안을 작성하고, 학년연락회나 전교학생회에 제출하는 원안을 작성한다.
14. 일직 ― 2-3명씩 순번으로 매일 교실 관리, 점심식사의 편의를 제공하며 홈 룸 일지(日誌)를 기록한다.

### 홈 룸의 운영
1. 홈 룸을 운영하는 원칙으로 다음과 같은 사항이 권장되고 있다.
2. 홈 룸의 집회는 정규의 학교시간에 하는 것이 좋다.
3. 홈 룸의 집회는 가장 좋은 시간을 선택해야 한다. 오전의 2-3교시나 오후의 첫째 시간이 가장 좋다.
4. 1교시(40-50분)를 전부 홈 룸 집회에 사용한다.
5. 홈 룸의 집회 횟수는 합리적인 횟수라야 한다. 매일은 지나치게 많고, 한달에 1-2회는 너무 적다. 1주에 1회가 가장 적당하다.
6. 홈 룸과 그 설비·비품은 가정적인 분위기를 가진 매력적인 것이어야 한다.
7. 필요한 물건은 손쉬운 곳에 정비해 둬야 한다. 특히 홈 룸의 기록, 보고서, 사무용품 등은 잘 정비해야 한다.
8. 홈 룸을 위한 시간을 다른 교과학습 시간으로 유용해서는 안 된다.
9. 홈 룸의 성원은 다른 어떤 일이나 집회가 있다 할지라도, 홈 룸의 집회에 절대로 결석해서는 안 된다.
10. 홈 룸의 시간은 다른 교육훈련에 유용되거나, 그것을 이유로 홈 룸의 집회를 중지해서는 안 된다.
11. 홈 룸 시간 중 각 학생의 개인적 활동을 자유롭게 해야 한다.
12. 홈 룸 때에 적당한 정보를 교환하고 계획에 협력하도록 해야 한다.
13. 각 홈 룸에서 생각한 계획 중 적당한 것은 전교의 활동으로 하기 위해 학생회 및 기타의 전교협의회에 제출하는 것이 좋다.
14. 각 홈 룸 상호간의 교환이 이루어지는 것이 좋다.
15. 홈 룸 운영을 위한 중앙위원회에 규칙적으로 보고서를 제출한다.
16. 홈 룸의 활동은 최초에는 소규모로 출발하고 점차로 규모를 확대한다.